# Poecilmitis uranus
Poecilmitis uranus är en fjärilsart som beskrevs av Terence Dale Pennington 1962. Poecilmitis uranus ingår i släktet Poecilmitis och familjen juvelvingar. Inga underarter finns listade i Catalogue of Life.